# 千菅春香
千菅 春香（ちすが はるか、1992年1月23日 - ）は、日本の女性声優、歌手。岩手県盛岡市出身。シグマ・セブンe所属。

## 経歴
幼少期よりクラシックピアノを習う。小さい頃はアイドルに憧れたことはあったものの、本格的に歌手になろうと思ったことはなかった。中学生の頃にはラジオが好きで、アナウンサーやパーソナリティーに憧れていたが、高校生の頃に深夜アニメにハマり、偶然見ていた水樹奈々のライブ映像を観て刺激を受け、歌手や声優になる夢を持つようになった。岩手県立盛岡第一高等学校を卒業後、都内の大学に進学。
高校時代にテレビアニメ『マクロスF』を観ていたのがきっかけで、2012年に「マクロスシリーズ」の30周年を記念する「ミス・マクロス30コンテスト」のシンガー・ウィング（歌手部門）に応募し、3000通を超える応募者の中からグランプリを獲得した。『マクロスF』の歌姫であるシェリル・ノームに共感を抱いており、オーディションではシェリルの「妖精」を歌った。
2013年2月、ゲームソフト『マクロス30 銀河を繋ぐ歌声』の主題歌を担当してファーストシングル「プラネット・クレイドル/ワンダーリング」をリリース。また、同作のヒロインの1人であるミーナ・フォルテ役で声優デビューも果たした。
2013年11月、オーディションでアニメの役としては初めて『SHIROBAKO』の坂木しずか役を射止める（放映開始は2014年10月）。
2019年3月よりフォーチュレスト ダンデライオン事業部所属タレントからフォーチュレスト所属アーティストとなった。2025年1月、フォーチュレストからシグマ・セブンe所属となった。

## 人物
趣味はラジオ、散歩、カラオケ、フィルムカメラ。特技は歌、ピアノ、すぐ寝れる、わんこそば。わんこそばは最高114杯を記録している。
好きな食べ物はトマト、カレー。
2013年7月より新パーソナリティとして参加したラジオ『夜中メイクが気になったから』にて「すがやん」というあだ名がつけられた。尚、所属レーベルのフライングドッグ関係者からは「ちっすー」、以前所属していたダンデライオン関係者からは「はるっぴ」と呼ばれている。メインパーソナリティとして出演していたラジオ『ソウルイーターノット！NOTりラジオ！』においては「はるちゃん」と呼ばれていた。また子供の頃は「はるぴー」と呼ばれていたとリリースイベントで語っている。
『SHIROBAKO』で共演した木村珠莉、佳村はるか、髙野麻美、大和田仁美とは放送終了後も交流が続いている。

## 出演
太字はメインキャラクター。

### テレビアニメ
2013年
- 俺の妹がこんなに可愛いわけがない。（ようせいさん）
- ストライク・ザ・ブラッド（棚原夕歩、D種）
- たまゆら〜もあぐれっしぶ〜（後輩）
- WHITE ALBUM2（築美、朋の友人）

2014年
- アオハライド（女子生徒）
- 暁のヨナ（2014年 - 2015年、女官、風の部族、キジャ〈幼少期〉、女、少女）
- 甘城ブリリアントパーク（中城椎菜）
- M3〜ソノ黒キ鋼〜（田崎、躯、オペレーターB、オペレーター）
- SHIROBAKO（2014年 - 2015年、坂木しずか、ルーシー）
- ソウルイーターノット!（春鳥つぐみ）
- 魔弾の王と戦姫（侍女、子供）
- ラブライブ！（クラスメート）

2015年
- アイドルマスター シンデレラガールズ（松永涼）
- アクエリオンロゴス（綺声神心音）
- 終わりのセラフ（ミカエラ〈幼少期〉、少女）
- 学戦都市アスタリスク（2015年 - 2016年、シルヴィア・リューネハイム） - 2シリーズ
- Go!プリンセスプリキュア（小森はなえ）
- 幸腹グラフィティ（山崎陽菜、アナウンサー）
- 響け!ユーフォニアム（2015年 - 2024年、瞳ララ、川島琥珀、吹奏楽部員、花屋店員） - 3シリーズ
- ヘヴィーオブジェクト（少女）
- 放課後のプレアデス（演劇祭アナウンス）

2016年
- ころがし屋のプン（ホタル）
- 少女たちは荒野を目指す（黒田砂雪）
- ねじ巻き精霊戦記 天鏡のアルデラミン（ハローマ・ベッケル）
- ハルチカ〜ハルタとチカは青春する〜（成島美代子）
- ハンドレッド（アリー・ハーレフ）
- 無彩限のファントム・ワールド（力比べのファントム）
- モブサイコ100（女生徒）

2017年
- 小林さんちのメイドラゴン（少女）
- 月がきれい（今津美羽）
- アイドルマスター シンデレラガールズ劇場（2017年 - 2019年、松永涼） - 3シリーズ

2018年
- 七つの大罪 シリーズ（2018年 - 2021年、ザネリ、女、エスカノール母） - 2シリーズ
- 殺戮の天使（レイチェル）
- あそびあそばせ（香純の姉、リア充女子B、女生徒、店員、ゲーム音声）

2019年
- ダンジョンに出会いを求めるのは間違っているだろうか シリーズ（2019年 - 2025年、サンジョウノ・春姫） - 5シリーズ
- 天華百剣 〜めいじ館へようこそ!〜（牛王吉光）
- GRANBLUE FANTASY The Animation Season 2（フェリ妹）

2021年
- BLUE REFLECTION RAY/澪（羽成瑠夏）
- 美少年探偵団（バニーガール）

2022年
- 永久少年 Eternal Boys（2022年 - 2023年、ぺぺ、歌の先生、女性客、お客さん）

2025年
- 学校では教えてくれない大切なこと（整太、常盤理子）

### 劇場アニメ
2010年代
- UFO学園の秘密（2015年、ナツミ）
- 劇場版 響け！ユーフォニアム（2016年 - 2017年、吹奏楽部員〈瞳ララ〉） - 2作品
- 映画 プリキュアドリームスターズ!（2017年、小森はなえ）
- HUMAN LOST 人間失格（2019年、恒子）

2020年代
- 劇場版 SHIROBAKO（2020年、坂木しずか、ルーシー、ラウル、アルテ）

### OVA
- 絶滅危愚少女 Amazing Twins（2014年、まな[49]）
- SHIROBAKO 第三飛行少女隊 第1話（2015年、ルーシー） - Blu-ray＆DVD7巻特典
- 暁のヨナ（2015年、キジャ〈幼少〉） - コミックス第19巻オリジナルアニメDVD付限定版
- 響け！ユーフォニアム「かけだすモナカ」（2015年、チームもなか） - 第1期Blu-ray第7巻収録番外編
- ダンジョンに出会いを求めるのは間違っているだろうかII・III OVA（2020年 - 2021年、サンジョウノ・春姫[50]） - 2シリーズ

### Webアニメ
- エウレカセブンAO「ロード・ドント・スロー・ミー・ダウン」（2017年、ビデオナレーション[51]）
- 7SEEDS（2019年 - 2020年、小瑠璃[52]） - 2シリーズ
- アイドルマスター シンデレラガールズ劇場 Extra Stage（2020年 - 2021年、松永涼）
- CINDERELLA GIRLS 10th Anniversary Celebration Animation ETERNITY MEMORIES（2022年、松永涼）

### ゲーム
2013年
- マクロス30 銀河を繋ぐ歌声（ミーナ・フォルテ）

2014年
- ソウルイーター×ソウルイーターノット!〜殺伐?ウキウキ?カードバトル!〜（春鳥つぐみ）
- ヒーローズプレイスメント（宮澤智慧）

2015年
- アイドルマスター シンデレラガールズ（2015年 - 2023年、松永涼） - 2作品
- 家電少女
- 超銀河船団（ホシ・ユウコ）

2016年
- あんさんぶるガールズ!!（湖南やこ）
- 学戦都市アスタリスクフェスタ 煌めきのステラ / 鳳華絢爛（シルヴィア・リューネハイム） - 2作品
- クイズRPG 魔法使いと黒猫のウィズ（ノイン・ケーラ）
- 少女たちは荒野を目指す（黒田砂雪）
- 神撃のバハムート（イメラ）
- ねじ巻き精霊戦記 天鏡のアルデラミン ROAD OF ROYAL KNIGHTS（ハローマ・ベッケル）
- マクロスΔスクランブル（ミーナ・フォルテ）
- めがみめぐり（アメノサグメ）
- ヤマトクロニクル創世（卑弥呼）
- 嫁コレ（坂木しずか）

2017年
- ダンまち -クロス・イストリア-（サンジョウノ・春姫）
- 天華百剣 -斬-（牛王吉光）
- モン娘☆は〜れむ（アシュレー）

2018年
- トリプルモンスターズ（ユリア）

2019年
- ダンジョンに出会いを求めるのは間違っているだろうか 〜メモリア・フレーゼ〜（サンジョウノ・春姫）

2020年
- ヒプノシスマイク-Alternative Rap Battle-（アミリア・百鬼）
- ステリアデイズ・ウィキッド（リアネル・ラルセス）
- 共闘ことばRPG コトダマン（サンジョウノ・春姫）

2022年
- アイドルマスター ポップリンクス（松永涼）
- アークナイツ（ロックロック）

2023年
- BLUE PROTOCOL（プレイヤー）
- ダンジョンに出会いを求めるのは間違っているだろうか バトル・クロニクル（サンジョウノ・春姫）

2024年
- アリス・ギア・アイギス（アンジェリカ・グラズノワ）

2025年
- ダンジョンに出会いを求めるのは間違っているだろうか 水と光のフルランド（サンジョウノ・春姫）

### ドラマCD
- TVアニメ「響け！ユーフォニアム」ドラマCD（2015年、瞳ララ[76]）
- ドラマCD『ねじ巻き精霊戦記 天鏡のアルデラミン』（2016年、ハローマ・ベッケル[77]）
- Z/X -Zillions of enemy X- NF DramaCD（10）『紅姫哀詩』（2016年、桜街紗那）
- Z/X -Zillions of enemy X- NF DramaCD（19）『ソトゥなし放送局14ch』（2021年、桜街紗那）

### ラジオ
※はインターネット配信。
- 夜中メイクが気になったから[20]（2013年 - 2020年、ラジオ大阪・HiBiKi Radio Station※）
- ソウルイーターノット! NOTりラジオ![78]（2014年、音泉※）
- SHIROBAKOラジオBOX[79]（2014年 - 2015年、音泉※）
- ラジオ「アクエリオンロゴス」創声部[80]（2015年、HiBiKi Radio Station※）
- アーティスト・セルフ・ポートレート[81]（2015年、USEN C26ch）
- 千菅春香のラ・ラジオ・コミュニケーション[82]（2015年、HiBiKi Radio Station※）
- 砂雪と夕夏のしょこめざラジオ[83]（2015年  - 2016年、HiBiKi Radio Station※）
- 「千菅春香のピンク・フラミンゴ」とんでもないラジオやっちゃうよ〜!?（2016年、HiBiKi Radio Station※）[84]
- 楠田亜衣奈と千菅春香と楠浩子の「くす×ちす×くすHOUSE」（2016年 - 、ニコニコチャンネル※、WALLOP※）
- たねさんはるさんとはなそ(意志)（2018年、Himalaya※[85]）
- TVアニメ「殺戮の天使」さつてんラジオ（2018年、音泉※）[86]
- 千菅春香と種﨑敦美の「はなそ!」（2018年 - 、HiBiKi Radio Station※）[87]
- ONE TO ONE 〜ナナメ後ろの席のチスガさん〜（2020年 - 、YouTube※、ニコニコチャンネル※）

### テレビ番組
※はインターネット配信。
- アニメマシテ（2015年、テレビ東京）MC
- ダンまち情報局オラジオＺ（2019年 - 2020年、YouTube※）MC

### 舞台
- J-VOICE PJT 第4回公演 朗読劇「ハックルベリーにさよならを」[88]（東京グローブ座、2015年12月18日 - 12月20日）
- FILL-IN〜娘のバンドに親が出る〜（2017年7月13日 - 23日、紀伊國屋ホール） - レイ 役[89]
- Black Wings Project「NEW BRITISH MUSICAL『In Touch』」（2018年8月17日 - 18日 水戸芸術館ACM劇場、8月30日 - 9月2日、シアタートラム）[90]

### 映像商品
- THE IDOLM@STER CINDERELLA GIRLS 4thLIVE TriCastle Story[91]
- ラジオ アイドルマスター シンデレラガールズ『デレラジ』DVD Vol.10[92]
- THE IDOLM@STER M@STERS OF IDOL WORLD!!!!! 2023 Blu-ray PERFECT BOX!!!!!（2023年）[93]

### 連載
- CVカレンダー（2015年10月 - 、KADOKAWA・月刊ニュータイプ）[94]
- 千菅春香のみちすがら（2015年12月号 - 、主婦の友社・声優グランプリ）
- 歌って解決!千菅春香のカラオケ相談室（2015年12月10日 - 2016年7月10日、リスアニ!WEB）

### その他コンテンツ
- 恋と嘘（2015年、PV）高崎美咲
- FeBe「また、同じ夢を見ていた」（2017年、オーディオブック）アバズレさん[95]）
- つくばエキスポセンター プラネタリウム作品「巨大隕石衝突」（2017年6月3日 - 9月3日、真夏[96]）
- 師匠シリーズ（2025年4月、言霊堂）歩く、Colo[97]）

## ディスコグラフィ

### シングル
|            | 発売日        | タイトル                              | 規格品番   | 規格品番   | オリコン 最高位 |
| 初回限定盤 | 発売日        | タイトル                              | 通常盤     |            | オリコン 最高位 |
| ---------- | ------------- | ------------------------------------- | ---------- | ---------- | --------------- |
| 1st        | 2013年2月27日 | プラネット・クレイドル/ワンダーリング |            | VTCL-35147 | 38位            |
| 2nd        | 2013年3月20日 | 希望の花                              | VTZL-61    | VTCL-35148 | 22位            |
| 3rd        | 2014年2月26日 | 絶滅危愚少女!                         |            | VTCL-35176 | 167位           |
| 4th        | 2014年7月23日 | 桃色ファンタジー                      | VTCL-35186 | 98位       |                 |
| 5th        | 2015年7月22日 | ジュ・ジュテーム・コミュニケーション  | VTCL-35213 | 75位       |                 |
| 6th        | 2016年4月27日 | 愛の詩-words of love-                 | VTCL-35225 | 47位       |                 |

### アルバム
|            | 発売日        | タイトル | 規格品番 | 規格品番   | オリコン 最高位 |
| 初回限定盤 | 発売日        | タイトル | 通常盤   |            | オリコン 最高位 |
| ---------- | ------------- | -------- | -------- | ---------- | --------------- |
| 1st        | 2016年6月22日 | TRY!     | VTZL-108 | VTCL-60427 | 47位            |

### タイアップ曲
| 楽曲                                 | タイアップ                                                      | 時期   |
| ------------------------------------ | --------------------------------------------------------------- | ------ |
| プラネット・クレイドル               | ゲーム『マクロス30 銀河を繋ぐ歌声』オープニングテーマ           | 2013年 |
| ワンダーリング                       | ゲーム『マクロス30 銀河を繋ぐ歌声』エンディングテーマ           | 2013年 |
| 希望の花                             | テレビアニメ『琴浦さん』エンディングテーマ                      | 2013年 |
| 最後の春休み                         | テレビアニメ『たまゆら〜もあぐれっしぶ〜』エンディングテーマ    | 2013年 |
| 絶滅危愚少女！                       | OVA『絶滅危愚少女 Amazing Twins』オープニングテーマ             | 2014年 |
| 心 アシンメトリー                    | OVA『絶滅危愚少女 Amazing Twins』エンディングテーマ             | 2014年 |
| 桃色ファンタジー                     | テレビアニメ『モモキュンソード』オープニングテーマ              | 2014年 |
| モモキュンソード                     | テレビアニメ『モモキュンソード』エンディングテーマ              | 2014年 |
| モモキュンソード                     | パチンコ『CRモモキュンソード〜星と黄金の太刀〜』挿入歌          | 2014年 |
| ジュ・ジュテーム・コミュニケーション | テレビアニメ『アクエリオンロゴス』エンディングテーマ            | 2015年 |
| 愛の詩-words of love-                | テレビアニメ『学戦都市アスタリスク』エンディングテーマ          | 2016年 |
| たいせつなひと                       | テレビアニメ『ヒナまつり』挿入歌                                | 2018年 |
| つばさの生えたイヌのお告げ           | ラジオ『ONE TO ONE 〜ナナメ後ろの席のチスガさん〜』テーマソング | 2020年 |
| きみに贈ったしましまタオル           | ラジオ『ONE TO ONE 〜ナナメ後ろの席のチスガさん〜』テーマソング | 2021年 |

### キャラクターソング
| 発売日   | 商品名                                                                                                 | 歌 | 楽曲                                                                                   | 備考                                                                       |
| 2014年   | 2014年                                                                                                 | 2014年 | 2014年                                                                                 | 2014年                                                                     |
| -------- | --- | --- | -------------------------------------------------------------------------------------- | -------------------------------------------------------------------------- |
| 5月28日  | 夕暮れハッピーゴー                                                                                     | 春鳥つぐみ（千菅春香）、多々音めめ（悠木碧）、アーニャ・ヘプバーン（早見沙織） | 「夕暮れハッピーゴー」                                                                 | テレビアニメ『ソウルイーターノット！』エンディングテーマ                   |
| 5月28日  | 夕暮れハッピーゴー                                                                                     | 春鳥つぐみ（千菅春香）、多々音めめ（悠木碧）、アーニャ・ヘプバーン（早見沙織） | 「Ding-Dong Our HEARTS」                                                               | テレビアニメ『ソウルイーターノット！』関連曲                               |
| 6月12日  | 月刊少年ガンガン7月号付録 ソウルイーターノット！特製CD                                                 | 春鳥つぐみ（千菅春香） | 「疾走ワールド」                                                                       | 『月刊少年ガンガン 』TVCMソング                                            |
| 7月30日  | ソウルイーターノット！ BD・DVD第1巻特典CD                                                              | 春鳥つぐみ（千菅春香） | 「きみがいれば」                                                                       | テレビアニメ『ソウルイーターノット！』挿入歌                               |
| 8月27日  | ソウルイーターノット！ BD・DVD第2巻特典CD                                                              | 春鳥つぐみ（千菅春香） | 「夕暮れハッピーゴー」                                                                 | テレビアニメ『ソウルイーターノット！』関連曲                               |
| 11月19日 | 甘城ブリリアントパーク キャラクターソング集                                                            | 中城椎菜（千菅春香） | 「re;birth」                                                                           | テレビアニメ『甘城ブリリアントパーク』関連曲                               |
| 11月26日 | COLORFUL BOX/Animetic Love Letter                                                                      | 宮森あおい（木村珠莉）、安原絵麻（佳村はるか）、坂木しずか（千菅春香） | 「Animetic Love Letter」                                                               | テレビアニメ『SHIROBAKO』エンディングテーマ                                |
| 2015年   | | |                                                                                        |                                                                            |
| 2月25日  | 宝箱-TREASURE BOX-/プラチナジェット                                                                    | どーなつ◎くいんてっと | 「プラチナジェット」                                                                   | テレビアニメ『SHIROBAKO』エンディングテーマ                                |
| 9月23日  | TVアニメーション「アクエリオンロゴス」O.S.T.                                                           | 綺声神心音（千菅春香） | 「君との今日、わたしの声」                                                             | テレビアニメ『アクエリオンロゴス』挿入歌                                   |
| 2016年   | | |                                                                                        |                                                                            |
| 2月10日  | 世界は今日もあたらしい                                                                                 | 黒田砂雪（千菅春香）、小早川夕夏（花澤香菜）、安東テルハ（明坂聡美）、結城うぐいす（佐藤聡美） | 「世界は今日もあたらしい」                                                             | テレビアニメ『少女たちは荒野を目指す』エンディングテーマ                   |
| 2月10日  | 世界は今日もあたらしい                                                                                 | 黒田砂雪（千菅春香） | 「テトテハ」                                                                           | テレビアニメ『少女たちは荒野を目指す』挿入歌                               |
| 4月27日  | 愛の詩-words of love-                                                                                  | シルヴィア・リューネハイム（千菅春香） | 「Lonely Feather」 「愛の太陽」                                                        | テレビアニメ『学戦都市アスタリスク』挿入歌                                 |
| 5月25日  | ハルチカ〜ハルタとチカは青春する〜 キャラクターソングミニアルバム〜ガールズ〜                          | 成島美代子（千菅春香） | 「青春譜パズル」                                                                       | テレビアニメ『ハルチカ〜ハルタとチカは青春する〜』関連曲                   |
| 8月31日  | THE IDOLM@STER CINDERELLA GIRLS STARLIGHT MASTER 05 純情Midnight伝説                                   | 向井拓海（原優子）、藤本里奈（金子真由美）、松永涼（千菅春香）、大和亜季（村中知）、木村夏樹（安野希世乃） | 「純情Midnight伝説（M@STER VERSION）」                                                 | ゲーム『アイドルマスター シンデレラガールズ スターライトステージ』関連曲   |
| 12月21日 | めがみめぐり                                                                                           | ツクモ（伊藤彩沙）、アマテラスオオミカミ（尾崎由香）、アメノウズメ（佐々木未来）、ソトオリヒメ（大塚紗英）、ククリヒメ（今村彩夏）、コノハナサクヤヒメ（鈴木愛奈）、トヨタマヒメ（上田麗奈）、イシコリドメ（大亀あすか） 、アメノサグメ（千菅春香）                                 | 「ファイファイ ハイテンション！」                                                      | ゲーム『めがみめぐり』関連曲                                               |
| 2017年   | | |                                                                                        |                                                                            |
| 3月15日  | THE IDOLM@STER CINDERELLA MASTER 047 松永涼                                                            | 松永涼（千菅春香） | 「One Life」                                                                           | ゲーム『アイドルマスター シンデレラガールズ』関連曲                        |
| 5月13日  | THE IDOLM@STER CINDERELLA GIRLS 5thLIVE TOUR Serendipity Parade!!! 宮城・石川・大阪 会場オリジナルCD   | 松永涼（千菅春香） | 「純情Midnight伝説（M@STER VERSION）」                                                 | ゲーム『アイドルマスター シンデレラガールズ スターライトステージ』関連曲   |
| 8月9日   | THE IDOLM@STER CINDERELLA GIRLS MASTER SEASONS SUMMER!                                                 | 塩見周子（ルゥティン）、橘ありす（佐藤亜美菜）、松永涼（千菅春香） | 「夏恋 -NATSU KOI-」                                                                   | ゲーム『アイドルマスター シンデレラガールズ』関連曲                        |
| 8月23日  | めがみめぐり キャラクターソング ふわふわウキウキ/トキメキずきゅん！/おしえて神様                       | アメノサグメ（千菅春香） | 「おしえて神様」                                                                       | ゲーム『めがみめぐり』関連曲                                               |
| 11月8日  | THE IDOLM@STER CINDERELLA GIRLS STARLIGHT MASTER 14 情熱ファンファンファーレ                           | 高垣楓（早見沙織）、川島瑞樹（東山奈央）、松永涼（千菅春香）、速水奏（飯田友子）、新田美波（洲崎綾） | 「Nocturne」                                                                           | ゲーム『アイドルマスター シンデレラガールズ スターライトステージ』関連曲   |
| 2018年   | | |                                                                                        |                                                                            |
| 3月28日  | この世界を愛する全ての者へ                                                                             | ヴァイオレットチャーム | 「この世界を愛する全ての者へ」 「犯した過ちからのPHASE」 「Last place 〜君との約束〜」 | ゲーム『トリプルモンスターズ』関連曲                                       |
| 7月25日  | Vital/Pray                                                                                             | レイチェル（千菅春香） | 「Pray」                                                                               | テレビアニメ『殺戮の天使』エンディングテーマ                               |
| 9月5日   | 闇を切り咲く華                                                                                         | 城和泉正宗（大野柚布子）、桑名江（高橋李依）、牛王吉光（千菅春香）、小烏丸（大和田仁美）、七香（白石晴香） | 「闇を切り咲く華」                                                                     | ゲーム『天華百剣 -斬-』関連曲                                              |
| 9月5日   | 闇を切り咲く華                                                                                         | 牛王吉光（千菅春香） | 「闇を切り咲く華」                                                                     | ゲーム『天華百剣 -斬-』関連曲                                              |
| 10月19日 | - | 松永涼（千菅春香） | 「お願い！シンデレラ」                                                                 | ゲーム『アイドルマスター シンデレラガールズ スターライトステージ』関連曲   |
| 11月9日  | THE IDOLM@STER CINDERELLA GIRLS 6thLIVE MERRY-GO-ROUNDOME!!! MASTER SEASONS SUMMER! SOLO REMIX         | 松永涼（千菅春香） | 「夏恋 -NATSU KOI-」                                                                   | ゲーム『アイドルマスター シンデレラガールズ』関連曲                        |
| 2019年   | | |                                                                                        |                                                                            |
| 4月17日  | 百華繚乱                                                                                               | 城和泉正宗（大野柚布子）、桑名江（高橋李依）、牛王吉光（千菅春香）、小烏丸（大和田仁美）、七香（白石晴香） | 「久遠に咲く華」                                                                       | ゲーム『天華百剣 -斬-』関連曲                                              |
| 5月22日  | THE IDOLM@STER CINDERELLA GIRLS LITTLE STARS! Max Beat                                                 | 高垣楓（早見沙織）、鷹富士茄子（森下来奈）、二宮飛鳥（青木志貴）、松永涼（千菅春香）、大和亜季（村中知） | 「Max Beat」                                                                           | テレビアニメ『アイドルマスター シンデレラガールズ劇場』エンディングテーマ  |
| 5月22日  | THE IDOLM@STER CINDERELLA GIRLS LITTLE STARS! Max Beat                                                 | 松永涼（千菅春香） | 「Max Beat」                                                                           | テレビアニメ『アイドルマスター シンデレラガールズ劇場』関連曲              |
| 9月18日  | THE IDOLM@STER CINDERELLA GIRLS STARLIGHT MASTER 32 アンデッド・ダンスロック                           | 松永涼（千菅春香）、白坂小梅（桜咲千依） | 「アンデッド・ダンスロック（M@STER VERSION）」                                         | ゲーム『アイドルマスター シンデレラガールズ スターライトステージ』関連曲   |
| 10月23日 | THE IDOLM@STER CINDERELLA GIRLS STARLIGHT MASTER 33 Starry-Go-Round                                    | 松永涼（千菅春香） | 「ツバサ」                                                                             | ゲーム『アイドルマスター シンデレラガールズ スターライトステージ』関連曲   |
| 11月20日 | 紅、華を咲かせて                                                                                       | 御華見衆 椿組 | 「紅、華を咲かせて」                                                                   | テレビアニメ『天華百剣 〜めいじ館へようこそ！〜』主題歌                    |
| 11月20日 | 紅、華を咲かせて                                                                                       | 御華見衆 椿組 | 「椿組名物帳」                                                                         | テレビアニメ『天華百剣 〜めいじ館へようこそ！〜』関連曲                    |
| 11月20日 | 紅、華を咲かせて                                                                                       | 牛王吉光（千菅春香） | 「紅、華を咲かせて」                                                                   | テレビアニメ『天華百剣 〜めいじ館へようこそ！〜』関連曲                    |
| 11月27日 | ダンジョンに出会いを求めるのは間違っているだろうかII Vol.3 特典CD                                      | サンジョウノ・春姫（千菅春香） | 「満月（つき）の調べ」                                                                 | テレビアニメ『ダンジョンに出会いを求めるのは間違っているだろうかII』挿入歌 |
| 2020年   | | |                                                                                        |                                                                            |
| 4月29日  | 百華繚乱 弐                                                                                            | 御華見衆 椿組 | 「華よ心々から」                                                                       | ゲーム『天華百剣 -斬-』関連曲                                              |
| 7月1日   | THE IDOLM@STER CINDERELLA MASTER 3chord for the Rock!                                                  | 黒埼ちとせ（佐倉薫）、松永涼（千菅春香）、木村夏樹（安野希世乃） | 「Driving My Way」                                                                     | ゲーム『アイドルマスター シンデレラガールズ』関連曲                        |
| 10月7日  | THE IDOLM@STER CINDERELLA GIRLS Live Broadcast 24magic 〜シンデレラたちの24時間生放送！〜 オリジナルCD | 松永涼（千菅春香） | 「アンデッド・ダンスロック（M@STER VERSION）」                                         | ゲーム『アイドルマスター シンデレラガールズ スターライトステージ』関連曲   |
| 10月21日 | THE IDOLM@STER CINDERELLA GIRLS STARLIGHT MASTER GOLD RUSH! 03 Joker                                   | 松永涼（千菅春香）、大和亜季（村中知）、中野有香（下地紫野）、姫川友紀（杜野まこ）、前川みく（高森奈津美） | 「Joker（M@STER VERSION）」                                                            | ゲーム『アイドルマスター シンデレラガールズ スターライトステージ』関連曲   |
| 2021年   | | |                                                                                        |                                                                            |
| 1月8日   | 劇場版 SHIROBAKO BD特典CD                                                                              | 宮森あおい（木村珠莉）、ミムジー&ロロ（木村珠莉）、チャッキー（宮田幸季）、ありあ（金元寿子）、ルーシー（千菅春香）、タチアナ（山岡ゆり）、クリス（米澤円）、エリーゼ（木村珠莉）、ノア（沼倉愛美）、キャサリン（伊藤静）、あかね（中原麻衣）、あや（伊藤静）、あるぴん（茅野愛衣） | 「アニメーションをつくりましょう」                                                     | 劇場アニメ『劇場版 SHIROBAKO』挿入歌                                       |
| 7月21日  | 百華繚乱 参                                                                                            | 御華見衆 椿組 | 「結絆華」                                                                             | ゲーム『天華百剣 -斬-』関連曲                                              |
| 2022年   | | |                                                                                        |                                                                            |
| 2月16日  | THE IDOLM@STER CINDERELLA GIRLS STARLIGHT MASTER R/LOCK ON! 02 Drastic Melody                          | 渋谷凛（福原綾香）、白雪千夜（関口理咲）、松永涼（千菅春香） | 「Drastic Melody（M@STER VERSION）」                                                   | ゲーム『アイドルマスター シンデレラガールズ スターライトステージ』関連曲   |
| 2月16日  | THE IDOLM@STER CINDERELLA GIRLS STARLIGHT MASTER R/LOCK ON! 02 Drastic Melody                          | 松永涼（千菅春香） | 「Myself」 「Drastic Melody（M@STER VERSION）」                                        | ゲーム『アイドルマスター シンデレラガールズ スターライトステージ』関連曲   |
| 6月29日  | THE IDOLM@STER CINDERELLA GIRLS STARLIGHT MASTER R/LOCK ON! 06 Demolish                                | 白坂小梅（桜咲千依）、松永涼（千菅春香） | 「大河よ共に泣いてくれ」                                                               | ゲーム『アイドルマスター シンデレラガールズ スターライトステージ』関連曲   |
| 2023年   | | |                                                                                        |                                                                            |
| 3月1日   | THE IDOLM@STER CINDERELLA MASTER Cool jewelries! 004                                                   | 松永涼（千菅春香）、三船美優（原田彩楓）、森久保乃々（高橋花林）、藤原肇（鈴木みのり）、砂塚あきら（富田美憂） | 「Starry Night」 「認めてくれなくたっていいよ」                                        | ゲーム『アイドルマスター シンデレラガールズ』関連曲                        |
| 3月1日   | THE IDOLM@STER CINDERELLA MASTER Cool jewelries! 004                                                   | 松永涼（千菅春香） | 「Mela!」                                                                              | ゲーム『アイドルマスター シンデレラガールズ』関連曲                        |

### その他参加楽曲
| 発売日         | 商品名                                               | 歌 | 楽曲                                                                                       | 備考                                                         |
| -------------- | ---------------------------------------------------- | --- | ------------------------------------------------------------------------------------------ | ------------------------------------------------------------ |
| 2013年9月25日  | たまゆら〜もあぐれっしぶ〜 ボーカルアルバム うたとせ | 中島ノブユキ with 千菅春香 | 「別れ〜旅立ちは笑顔で」 「お父さんのカメラ」 「あこがれ」 「大好きなあなたへ」            |                                                              |
| 2013年9月25日  | たまゆら〜もあぐれっしぶ〜 ボーカルアルバム うたとせ | 千菅春香 | 「最後の春休み」                                                                           | テレビアニメ『たまゆら〜もあぐれっしぶ〜』エンディングテーマ |
| 2014年4月30日  | 夜中メイクが気になったからラジオCD                   | たかはし智秋、愛美、千菅春香 | 「よなきにガールズのテーマ♪」                                                              | ラジオ『夜中メイクが気になったから』テーマソング             |
| 2014年8月27日  | 瞳でEle-phant!                                       | 愛河里花子、新居昭乃、飯塚雅弓、金月真美、小林由美子、コミネリサ、坂本真綾、サエキトモ、新谷良子、千菅春香、千葉紗子、POARO（伊福部崇・鷲崎健）、松本梨香、水野愛日、山本麻里安 | 「瞳 Fall in Love 〜20周年記念バージョン」                                                 |                                                              |
| 2015年12月16日 | 夜明けのロゴス                                       | May'n featuring 千菅春香 | 「本当の声をあなたに預けたくて」                                                           | テレビアニメ『アクエリオンロゴス』エンディングテーマ         |
| 2017年2月8日   | THE IDOLM@STER CINDERELLA MASTER EVERMORE            | 大橋彩香、福原綾香、原紗友里、藍原ことみ、青木志貴、青木瑠璃子、飯田友子、五十嵐裕美、今井麻夏、上坂すみれ、内田真礼、桜咲千依、大空直美、大坪由佳、金子真由美、金子有希、木村珠莉、黒沢ともよ、佐藤亜美菜、下地紫野、洲崎綾、鈴木絵理、髙野麻美、高森奈津美、立花理香、種﨑敦美、千菅春香、東山奈央、長島光那、原優子、早見沙織、春瀬なつみ、渕上舞、牧野由依、松井恵理子、松嵜麗、三宅麻理恵、村中知、杜野まこ、安野希世乃、山下七海、山本希望、佳村はるか、ルゥティン、和氣あず未 | 「EVERMORE（4thLIVE MIX）」                                                                | ゲーム『アイドルマスター シンデレラガールズ』関連曲          |
| 2018年6月27日  | ヒナまつり音楽集 〜酒は涙か溜息か〜                  | 千菅春香 | 「たいせつなひと」                                                                         | テレビアニメ『ヒナまつり』挿入歌                             |
| 2019年10月4日  | MEDAROCK〜起動〜                                     | 千菅春香 | 「心の在処（inspired by "キュート♥ガール"）」 「Until The End（inspired by "DO･OR･DIE"）」 | ゲーム『メダロット』シリーズBGMのボーカルアレンジ            |

## ライブ・イベント

### ワンマンライブ
| 出演日        | タイトル                                                       | 会場                                 |
| ------------- | -------------------------------------------------------------- | ------------------------------------ |
| 2016年7月9日  | 千菅春香DEBUT LIVE 「FIRST TRY!」                              | shibuya duo MUSIC EXCHANGE（東京都） |
| 2017年1月22日 | 千菅春香 BIRTHDAY PARTY 2017                                   | 東京カルチャーカルチャー（東京都）   |
| 2017年9月18日 | 千菅春香オフィシャルファンクラブイベント vol.１ WAKU WAKU NOW! | 東京カルチャーカルチャー（東京都）   |
| 2018年1月13日 | 千菅春香オフィシャルファンクラブイベント vol.2「26th now!」    | 東京カルチャーカルチャー（東京都）   |
| 2019年1月19日 | 千菅春香BIRTHDAY EVENT〜27th NOW！〜                           | 東京カルチャーカルチャー（東京都）   |
| 2020年1月25日 | 千菅春香BIRTHDAY EVENT〜28th NOW！〜                           | 北参道ストロボカフェ（東京都）       |

### 合同ライブ
| 出演日               | タイトル                                                                                        | 会場                                        |
| -------------------- | ----------------------------------------------------------------------------------------------- | ------------------------------------------- |
| 2013年7月13日        | マクロス クロスオーバーライブ 30                                                                | 幕張メッセ 国際展示場1・2番ホール（千葉県） |
| 2016年5月22日        | @JAM 2016                                                                                       | Zepp DiverCity (TOKYO)（東京都）            |
| 2016年9月3日         | THE IDOLM@STER CINDERELLA GIRLS 4thLIVE TriCastle Story Starlight Castle                        | 神戸ワールド記念ホール（兵庫県）            |
| 2016年10月15日       | THE IDOLM@STER CINDERELLA GIRLS 4thLIVE TriCastle Brand New Castle                              | さいたまスーパーアリーナ（埼玉県）          |
| 2017年5月13日・14日  | THE IDOLM@STER CINDERELLA GIRLS 5thLIVE TOUR Serendipity Parade!!! 宮城公演                     | セキスイハイムスーパーアリーナ（宮城県）    |
| 2017年6月9日・10日   | THE IDOLM@STER CINDERELLA GIRLS 5thLIVE TOUR Serendipity Parade!!! 大阪公演                     | 大阪城ホール（大阪府）                      |
| 2017年8月13日        | THE IDOLM@STER CINDERELLA GIRLS 5thLIVE TOUR Serendipity Parade!!! さいたまスーパーアリーナ公演 | さいたまスーパーアリーナ（埼玉県）          |
| 2018年11月10日       | THE IDOLM@STER CINDERELLA GIRLS 6thLIVE MERRY-GO-ROUNDOME!!!                                    | メットライフドーム（埼玉県）                |
| 2019年6月1日         | MACROSS CROSSOVER LIVE 2019                                                                     | 幕張メッセ 国際展示場1-3番ホール（千葉県）  |
| 2019年11月23日       | MEDAROCK LIVE 2019                                                                              | 渋谷ストリーム（東京都）                    |
| 2020年2月15日・16日  | THE IDOLM@STER CINDERELLA GIRLS 7thLIVE TOUR Special 3chord♪ Glowing Rock!                      | 京セラドーム大阪（大阪府）                  |
| 2021年1月10日        | THE IDOLM@STER CINDERELLA GIRLS Broadcast & LIVE Happy New Yell!!!                              | 幕張メッセ国際展示場 1-3番ホール（千葉県）  |
| 2021年12月25日・26日 | THE IDOLM@STER CINDERELLA GIRLS 10th ANNIVERSARY M@GICAL WONDERLAND TOUR!!! CosmoStar Land      | 愛知県国際展示場 ホールA（愛知県）          |
| 2022年4月2日         | THE IDOLM@STER CINDERELLA GIRLS 10th ANNIVERSARY M@GICAL WONDERLAND!!!                          | ベルーナドーム（埼玉県）                    |
| 2022年11月26日・27日 | THE IDOLM@STER CINDERELLA GIRLS Twinkle LIVE Constellation Gradation                            | ベルーナドーム（埼玉県）                    |
| 2023年2月11日        | THE IDOLM@STER M@STERS OF IDOL WORLD!!!!! 2023                                                  | 東京ドーム（東京都）                        |